# Gasherbrum II
Pour les articles homonymes, voir K4.
Le Gasherbrum II, anciennement K4, est un sommet culminant à 8 035 mètres d'altitude, à la frontière entre la Chine et le Pakistan, dans le Karakoram. Il constitue le treizième plus haut sommet au monde. Sa première ascension a été réussie le 7 juillet 1956 par les Autrichiens Josef Larch, Fritz Moravec et Hans Willenpart. Leur itinéraire, par l'arête sud-ouest puis le final par l'arête est, est devenu la voie normale empruntée par la quasi-totalité des alpinistes, les autres voies étant rarement répétées.

## Toponymie
En 1856, Thomas George Montgomerie, membre des Royal Engineers britanniques engagé dans le Great Trigonometric Survey, observe pour la première fois les sommets du Karakoram. Il baptise les principaux dans l'ordre de leur altitude supposée, la lettre K signifiant « Karakoram ». Le Gasherbrum II est ainsi baptisé K4.
Le nom Gasherbrum vient du balti rgasha signifiant « beau » et de brum « montagne », soit la « belle montagne »,. La traduction « paroi brillante » semble erronée, venant d'une confusion avec le surnom donné en 1892 par William Martin Conway à la face orientale du Gasherbrum IV,. Le Gasherbrum II est le troisième plus haut sommet du massif éponyme.

## Géographie
Le Gasherbrum II est situé à la frontière entre l'Ouest de la Chine et le Nord-Est du Pakistan, entre la préfecture de Kachgar dans la région autonome du Xinjiang, au nord, et le district de Shigar dans le territoire du Gilgit-Baltistan, au sud. Les deux versants sont revendiqués par l'Inde. La montagne se trouve à 110 kilomètres au nord-est de Skardu et à 415 kilomètres au sud de Kachgar. Elle s'élève à 8 035 mètres d'altitude dans le chaînon du Gasherbrum, au sein du Baltoro Muztagh, un massif du Karakoram, ce qui en fait le treizième plus haut sommet au monde. Sa hauteur de culminance par rapport au Gasherbrum I, plus proche sommet de plus de 8 000 mètres d'altitude à 5,3 kilomètres au sud-est, est de 1 524 mètres. Il domine le Gasherbrum III (7 952 m) à l'ouest. Il possède une cime secondaire, le Gasherbrum II Est (7 758 m). Il alimente sur son versant sud le glacier Gasherbrum Sud, un affluent du glacier du Baltoro,.

## Histoire
Le massif du Gasherbrum est exploré pour la première fois en 1909 par Louis-Amédée de Savoie et Vittorio Sella,. En 1934, Günter Dyhrenfurth, chef de l'International Himalayan Expedition, notamment accompagné du Suisse André Roch, fait une reconnaissance sur les Gasherbrum I et II jusqu'à 6 250 mètres d'altitude,.
La première ascension du sommet est réussie le 7 juillet 1956 par les Autrichiens Josef Larch, Fritz Moravec et Hans Willenpart par l'arête sud-ouest. Après avoir dû redescendre de leur camp I, ils le retrouvent enseveli avec toutes leurs provisions par une avalanche. Ils décident néanmoins d'effectuer une tentative éclair jusqu'au sommet. Ils quittent leur camp III le 6 juillet et, après une nuit de bivouac, ils atteignent leur objectif à 11 h 30,,.
Le 18 juin 1975, une expédition française dirigée par Jean-Pierre Frésafond réussit la deuxième ascension. Yannick Seigneur et Marc Batard atteignent le sommet en ouvrant une voie le long de l'arête sud,. Bernard Villaret, qui se tue lors du deuxième assaut, est la première victime du Gasherbrum. Le 1er août, une expédition polonaise menée par Janusz Onyszkiewicz avec Leszek Cichy et Krysztof Zdzitowiecki ouvre la voie par la face nord-ouest,. Le 12 août, Anna Okopinska et Halina Kruger-Syrokomska réalisent la première féminine par l'arête orientale.
Le 3 août 1981, les Suisses Romolo Nottaris et Tiziano Zünd sont les premiers à réaliser l'ascension en style alpin.
Le 26 juin 1983, Jerzy Kukuczka et Wojciech Kurtyka réussissent la première de l'arête orientale en passant par le Gasherbrum II Est. C'est un an plus tard que Reinhold Messner et Hans Kammerlander réalisent en style alpin la traversée intégrale aller-retour entre le Gasherbrum II et le Gasherbrum I sans retourner au camp de base.
La première descente intégrale à ski est effectuée le 6 août 1984 par le Suisse Wim Pasquier et le Français Patrice Bournat. Ils font partie d'une expédition du Club alpin français de Besancon encadrée par Daniel Croisot, chef de l'expédition, et Dominique Dock, médecin.
Le premier vol en parapente depuis un sommet de plus de 8 000 m a été réalisé par Pierre Gevaux le 11 juillet 1985. Il s'agissait en fait d'un parachute. La descente pour rejoindre le pied de la montagne à 6 000 m a duré 5 min 45 s.
Le 4 juin 1995, le Mexicain Carlos Carsolio réussit l'ascension en solo par l'arête occidentale.
Le 20 juillet 2007, les Italiens Karl Unterkircher et Daniele Bernasconi achèvent l'ascension par la face nord chinoise. Michele Compagnoni, petit-fils d'Achille Compagnoni, renonce à 150 mètres du sommet. Le trio installe 1 200 mètres de cordes pour parvenir à leur but, avant de redescendre par la voie normale. La voie avait été tentée sans succès l'année précédente par une expédition germano-suisse,.
En 2008, Élisabeth Revol réalise le triplé Broad Peak - Gasherbrum II - Gasherbrum I en solitaire sans oxygène en seize jours au cours de l'expédition « Himalaya Light ». C'est la première fois qu'une femme réalise trois « 8 000 » de cette manière.
Le 2 février 2011, la première ascension hivernale est réussie, bien qu'ils aient été pris dans une avalanche, par les grimpeurs Denis Urubko, Simone Moro et Cory Richards. Ce dernier réalise un film portant sur l'ascension : Cold,.
La voie dans la face ouest est ouverte le 16 juillet 2018 par les alpinistes Felix Berg et Adam Bielecki.

## Ascension

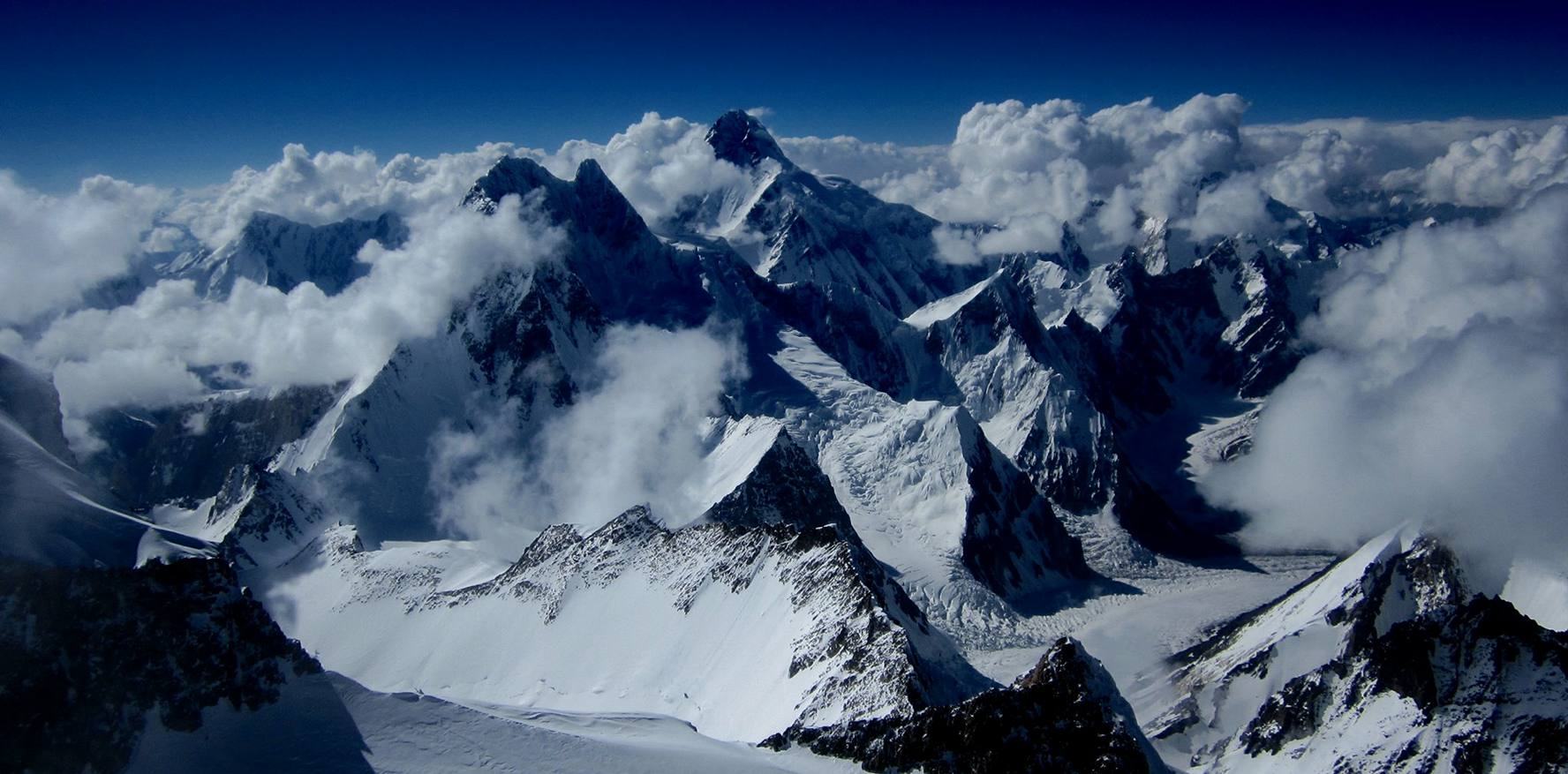
Vue du Broad Peak (à gauche) et du K2 (au centre) depuis le Gasherbrum II.

La voie normale reste celle de 1956, par l'arête sud-ouest puis l'arête est pour le final. Mi-2010, 857 des 872 alpinistes étant parvenus au sommet avaient emprunté cette voie. Le camp de base est installé à 5 300 mètres ; les autres camps sont généralement établis à 5 900 mètres, 6 550 mètres, entre 6 900 et 7 100 mètres et enfin vers 7 300 mètres.
Mi-2010, sur les 872 ascensions réussies par 841 alpinistes différents (31 répétitions), incluant les guides, 79 l'étaient par des femmes ; vingt étaient décédés au cours de l'ascension,. C'est l'Espagne qui était alors en tête avec 116 alpinistes, devant la France (87), le Japon (67) et le Pakistan (64).